# Pháp gia

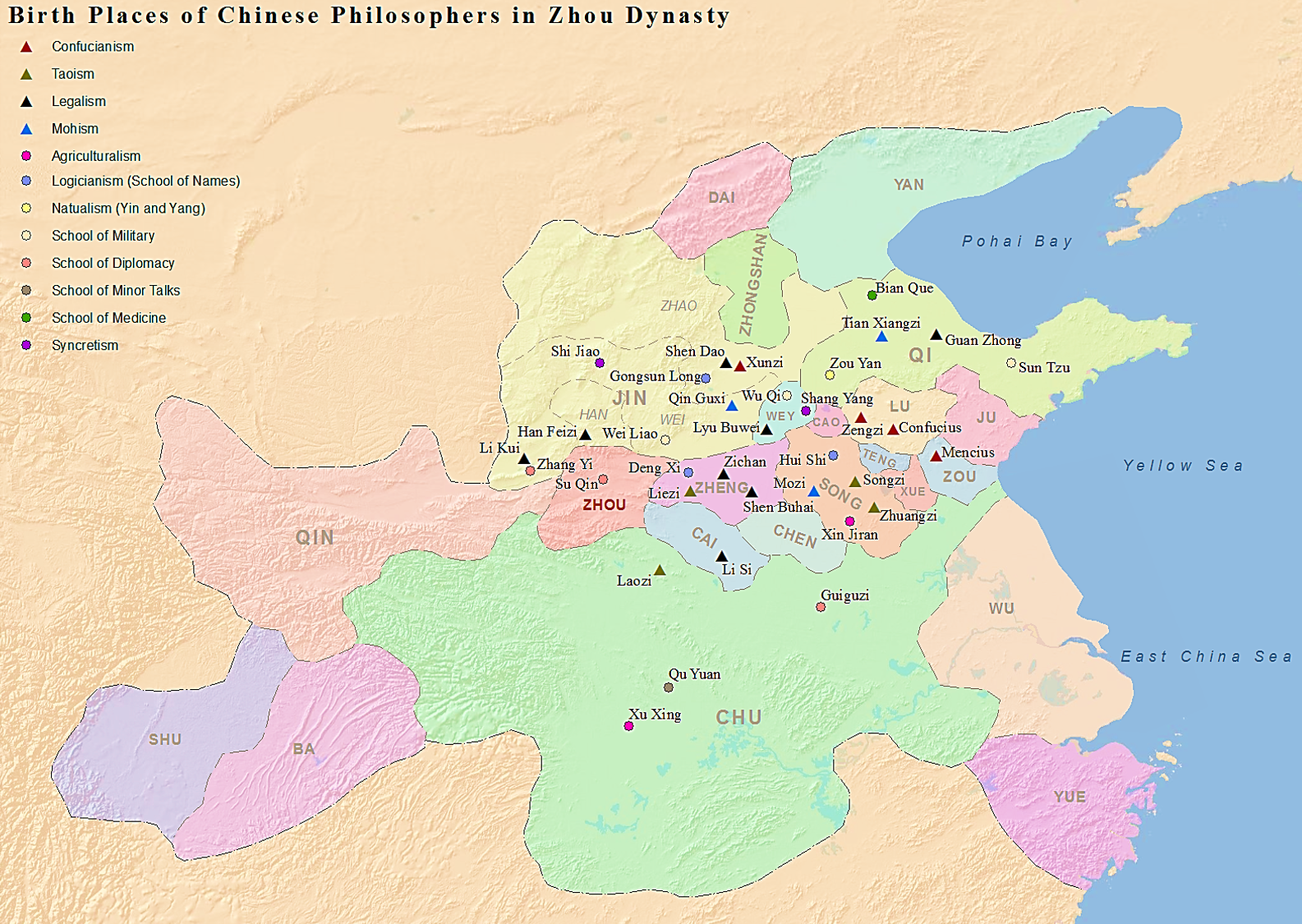
Pháp gia

Pháp gia là một trường phái tư tưởng có mục đích tiếp cận tới cách phân tích các vấn đề pháp luật đặc trưng ở lý lẽ lý thuyết nhắm vào việc đưa ra văn bản pháp luật ứng dụng, ví dụ như một hiến pháp, pháp chế, hay quy tắc dựa theo phong tục tập quán, hơn là nhắm tới xã hội, kinh tế, hay tình huống chính trị.
Nói theo cách khái quát, pháp gia duy trì quan niệm rằng cơ cấu vốn có của quyền lực hành pháp đã chứa đựng luân lý duy nhất và đã được quyết định thích hợp cho mọi vấn đề pháp luật có thể gặp phải; và rằng nhiệm vụ của người phân xử là xác định rõ câu trả lời duy nhất và đã được quyết định trước đó thông qua một quá trình xử lý cần thiết.
Trường phái phương Tây ủng hộ việc áp dụng pháp luật theo kiểu này không có quan hệ gì nhiều với trường phái chính trị Pháp gia Trung Quốc tuy cả hai cùng được đặt một tên và chúng ta sẽ xem xét vấn đề ở dưới đây.

## Pháp gia ở Trung Quốc
Trong Lịch sử Trung Quốc, Pháp gia (法家; bính âm Fǎjiā) là một trong bốn trường phái triết lý ở thời Xuân Thu và thời Chiến Quốc (gần cuối thời nhà Chu từ khoảng thế kỷ thứ 6 TCN cho tới khoảng thế kỷ thứ 3 TCN). Trên thực tế, nó mang nhiều tính cách triết lý chính trị thực tiễn, với châm ngôn kiểu "khi thời đại thay đổi, những đường lối cũng thay đổi" làm nguyên tắc chính của mình, hơn là một triết học về luật. Trong hoàn cảnh đó, "Pháp gia" ở đây có thể mang ý nghĩa "triết lý chính trị tán thành sự cai trị của pháp luật" và vì thế, khác biệt so với ý nghĩa của Pháp gia phương Tây. Hàn Phi Tử tin rằng một nhà cai trị phải cai quản các thần dân của mình theo ba quy tắc sau:
1. Pháp (法 fǎ) trong luật pháp: phải được trình bày rõ ràng và thông báo rộng rãi cho công chúng. Tất cả thần dân của nhà cai trị đều bình đẳng trước pháp luật. Luật pháp phải thưởng cho những người tuân phục và trừng phạt những người bất tuân. Vì thế, nó đảm bảo được rằng mọi phán xét của pháp luật là đều có thể suy luận theo hệ thống để biết trước được (từ khi phát sinh hành động liên quan tới pháp luật, đã có thể đoán trước phán xét của pháp luật cho hành động đó là như thế nào). Hơn nữa, hệ thống luật pháp cai quản đất nước, chứ không phải là nhà vua cai trị. Nếu có thể làm cho pháp luật có hiệu lực, thậm chí một vị vua kém tài cũng trở nên mạnh mẽ.
2. Thuật (術 shù) trong bí thuật: Những thủ đoạn đặc biệt và "bí mật" được vị vua cai trị dùng để đảm bảo rằng những người khác (quan lại...) không thể chiếm quyền kiểm soát quốc gia. Điều đặc biệt quan trọng là không một ai có thể biết được những động cơ thực sự của những hành động của nhà vua, và vì thế không ai biết được cách đối xử thế nào để có thể tiến thân, ngoại trừ việc tuân theo "pháp" hay các luật lệ.
3. Thế (勢 shì) trong thế trị: tính chính thống, quyền lực hay uy tín. Chính vị trí của nhà vua cai trị, chứ không phải nhà vua, nắm giữ quyền lực. Vì thế việc phân tích khuynh hướng, hoàn cảnh và những yếu tố thực tại là điều căn bản của một vị vua cai trị thực sự.

### Quyền lực chính trị
Pháp gia là tư tưởng trung tâm trong triều đình nhà Tần, lên tới cực điểm của nó khi Trung Quốc thống nhất dưới thời ‘Hoàng đế đầu tiên’ (Tần Thủy Hoàng). Tư tưởng pháp gia thường được đem ra so sánh với tư tưởng chính trị của nhà triết học người Italia Niccolo Machiavelli và Arthashastra ở Kautilya (theo quan điểm châu Âu).

### Áp dụng thực tiễn
Luật được áp dụng để tạo ra sự nghịch biện, bằng cách ấy các quan lại của Hoàng đế có thể tìm kiếm và lựa chọn ra điều luật để áp dụng. "Thế" chính là mưu mẹo khôn khéo để vượt trên pháp luật, dù xét theo từng điều một thì pháp luật là rõ ràng và đơn giản, nhưng nó vẫn là một cơ cấu mà theo đó một sự vi phạm pháp luật dù là nhỏ nhất, mà bất kỳ ai ở bất kỳ địa vị nào đều có thể phạm phải, cũng không thể bày tỏ được nếu không có khả năng chứng minh. Khi ấy, "những thủ đoạn đặc biệt" bắt đầu mang lại kết quả, bởi vì quyền lựa chọn luật pháp để mang ra thi hành chỉ nằm trong tay Hoàng đế. Sự vượt trên pháp luật vừa diễn ra bằng quy trình tố tụng vừa bằng sự lựa chọn luật tố tụng, và bằng sự vắng mặt hay sự đình chỉ tố tụng bởi một điều luật mâu thuẫn. Lúc ấy tất cả mọi người buộc phải hiểu được tính bí ẩn trong cách hành xử của Hoàng đế. Thậm chí cả những người đại diện cho Hoàng đế nắm quyền lực trong tay cũng chính là những đối tượng của mạng lưới luật pháp phức tạp theo học thuyết này của pháp gia. Rất khó để hiểu được động cơ hành động của Hoàng đế, vì việc áp dụng luật kiểu này này lại dễ dàng khiến nó trở nên xung đột với một kiểu áp dụng khác. Vì thế, chỉ có Hoàng đế là hoàn hảo. Lợi thế kiểm soát luôn nằm trong tay nhà vua, người luôn giám sát việc lựa chọn (hay tạo ra) luật lệ quyết định cuối cùng để áp dụng cho mọi tình huống.
Đa số các nhà triết học và tư tưởng chính trị Trung Quốc có cái nhìn rất tiêu cực đối với Pháp gia, buộc tội nó là một xã hội mà ngày nay chúng ta gọi là xã hội chuyên chế. Nhiều học giả Trung Quốc tin rằng chính một phản ứng chống lại pháp gia đã làm cho chính trị đế quốc Trung Quốc mang nhiều đặc tính cá nhân và đạo đức hơn là sự nhấn mạnh vào sự cai trị của pháp luật. Tuy nhiên, quan điểm này về nhà Tần có thể là có thành kiến, bởi vì đa số các sách sử Trung Quốc đều do các học giả Khổng giáo viết ra, mà những nhà nho Khổng giáo lại bị đàn áp ở thời Tần.

### Vai trò của Nhà cai trị
Ban đầu các thành viên của tầng lớp cai trị, những người theo Pháp gia nhấn mạnh rằng hoàng đế với tư cách người đứng đầu quốc gia luôn gắn liền với "sự bí ẩn của chính quyền", và như thế những quyết định của chính quyền buộc người dân phải kính trọng và tuân thủ. Nhà vua đại diện cho tính chính thống. Khi nhấn mạnh quyền lực của vương quyền, những người pháp gia như Thận Đáo (kh. 350-275 TCN) và Thân Bất Hại tìm cách làm giảm tầm quan trọng của một nhà cai trị có đạo đức (đối với nhân dân). Vì thế, thần dân bắt buộc phải tuân theo những mệnh lệnh dù là đê hèn, tàn nhẫn nhất và/hay những vị vua cai trị dù là bất tài nhất. Những nhà cai trị tài năng được tôn kính, nhà cai trị khôn khéo thì giữ kín mình. Vì vậy, theo lý thuyết, bằng cách che giấu đi những mong ước, những ý định của mình, vị vua của pháp gia biết được kẻ nịnh bợ và buộc quan lại phải lưu ý về tính độc tài của chính quyền. Trong khi Thương Ưởng (Tể tướng của Tần Hiếu Công) vẫn để cho những vị vua cai trị say đắm vào nữ nhạc hơn là chú tâm tới chính sách đối ngoại, Hàn Phi Tử (học giả Pháp gia được Tần Thủy Hoàng kính trọng nhất) lại yêu cầu một nhà cai trị khôn ngoan. Một lãnh đạo giỏi, theo các tiêu chuẩn của Hàn Phi Tử, phải biết từ chối chấp nhận lời đề nghị của những vị quan trung thành khi chúng có sai sót, nhưng cũng phải tỏ ra nhã nhặn với những kẻ dưới quyền và không quá tham lam. Vị vua cai trị tài giỏi cũng phải hiểu được tầm quan trọng của sự khắt khe ngay cả khi đang rộng lượng. Mặc dù mong rằng nhà vua cai trị không phải là gia trưởng, pháp gia nhấn mạnh rằng tỏ ra quá nhân đức có thể làm hại đến tính quần chúng và đe doạ trật tự bên trong của quốc gia. Khá ngạc nhiên, là theo nhà sử học vĩ đại thời nhà Hán là Tư Mã Thiên (kh. 145-86 TCN), trong khi vị Hoàng đế đầu tiên nhà Tần giấu mình khỏi thế giới (có lẽ vì muốn đạt tới bất tử) và vì thế ít được biết đến, ông lại không cần phải theo mọi đề xuất của pháp gia trong vai trò của nhà cai trị.

### Vai trò của Quan lại trong tư tưởng Pháp gia
Để giúp đỡ vị vua cai trị và ngăn chặn quản lý kém, Thân Bất Hại – vị tướng quốc nước Hàn – đã lập nên quan niệm những "thuật" cai trị, hay là hình thức quan liêu hành chính có mục đích thúc đẩy sự áp dụng chương trình cai trị của pháp gia. Đối với những nhà pháp gia, vị quan giỏi phải là người hỗ trợ đắc lực nhất cho nhà vua. Trong khi trách nhiệm của quan là phải hiểu được cụ thể từng việc thì trách nhiệm của vua là phải chỉnh lý lại công việc của quan. Nhấn mạnh quan điểm rằng các vị quan và những viên chức khác thường muốn có ảnh hưởng đối với những nước xung quanh bằng cách lạm dụng địa vị của mình, Hàn Phi Tử thúc giục vua cai trị kiểm soát các cá nhân đó bằng hai cách, trừng phạt và khen thưởng. Các vị quan lại bị buộc phải đảm bảo rằng sự thực hiện trách nhiệm của mình không tốt hơn mà cũng không kém hơn công việc đã được giao. Theo nhà Hán học kiệt xuất Robin Yates, những bộ luật mới được tìm thấy của nhà Tần cho thấy các quan lại bị buộc phải tính toán số lượng chính xác nhân công cần thiết cho mọi công việc thủ công; nếu người thợ bị bắt phải thực hiện công việc nhiều hơn hay ít hơn, vị quan đó sẽ có trách nhiệm phải giải thích. Vì thế, theo lý thuyết pháp gia, các quan lại và viên chức bị ngăn chặn không thể thực hiện một số trách nhiệm của người khác và bị trừng phạt nếu họ có ý định che giấu vua bằng lời lẽ hay không thể cảnh báo vua về nguy hiểm. Hệ quả của việc này là vị quan phải luôn giải thích với vua về những nguy cơ có thể gây hại cho vua trong khi đó nhà vua lại không bao giờ phải nhận trách nhiệm cá nhân. Tuy nhiên, bằng cách nhấn mạnh sự thực thi nhiệm vụ thông qua phương pháp nguỵ biện, pháp gia hy vọng hạn chế tham nhũng trong quan lại và mưu đồ bên trong chế độ quan liêu bằng sự đe doạ trừng phạt.

### Mục đích của Luật lệ
Trong khi những luật lệ do phái pháp gia đưa ra bề ngoài có vẻ là để mang lại lợi ích cho người dân thì trên thực tế nó lại có mục đích mang lại lợi ích cho đất nước bằng cách đặt chiến tranh và nông nghiệp lên vị trí những chính sách hàng đầu của đất nước. Đặc biệt, Thương Ưởng nhấn mạnh nông nghiệp và chiến tranh là những nhân tố quan trọng nhất trong cai trị. Luật pháp tốt đảm bảo rằng người dân thường sẽ không được tiếp cận giáo dục và sẽ không hiểu biết chút gì về thuật cai trị, cho phép sử dụng họ làm binh sĩ, và nông dân. Nghệ sĩ, thợ thủ công, và thương nhân đều bị coi là những công dân vô dụng, những người không thể chiến đấu cũng không thể sản xuất ra lúa gạo cho quân đội. Pháp gia nhấn mạnh trên chiến tranh là một công cụ nền tảng quan trọng cho sự sống còn của quốc gia và yêu cầu có một quần chúng hăm hở tham gia chiến tranh. Để tạo ra một quần chúng ham thích chiến tranh, pháp gia nhấn mạnh rằng chính phủ phải tăng cường các biện pháp gây nên sự thù nghịch để làm yếu người dân và sau đó khiến họ trở thành nô lệ vào lợi ích của quốc gia.
Tuy thế, những pháp luật do pháp gia ủng hộ là biện pháp ủng hộ quốc gia, nhà vua, và gia đình hoàng gia, cũng là những biện pháp có tính cải cách và đổi mới. Về lý thuyết, pháp gia tin rằng nếu những sự trừng phạt là nặng nề và pháp luật được áp dụng bình đẳng thì kể cả người có quyền lực và người dân thường đều không thể thoát khỏi sự quản lý của nhà nước. Pháp gia đặc biệt nhấn mạnh tính thực dụng chứ không phải địa vị và phong tục là những nền tảng của pháp luật. Được hướng dẫn theo những tư tưởng pháp gia, Hoàng đế đầu tiên nhà Tần làm yếu đi quyền lực của các lãnh chúa địa phương (mặc dù không hoàn toàn như đã được ghi ở trên), phân chia các đế chế thống nhất thành ba mươi sáu đơn vị hành chính (gọi là quận), và tiêu chuẩn hoá chữ viết. Phản ánh tham vọng của pháp gia về trật tự và cơ cấu, các binh sĩ Tần chỉ được tập trung khi cả hai thành phần (một do vua nắm giữ và một nửa do vị tướng chỉ huy) được tập hợp với nhau. Cũng như vậy, tất cả các tài liệu trong đế chế phải được ghi chép lại năm mà chúng được viết ra, người sao chép chúng, và giờ giao chuyển chính xác. Chấp nhận những sự nhấn mạnh trước kia của Thương Ưởng về tiêu chuẩn hoá đo lường và trọng lượng, Thủy Hoàng đế cũng chấp nhận triết lý của Thương Ưởng rằng không một cá nhân nào trong nước có thể đứng trên luật pháp (bằng cách đảm bảo trừng trị nghiêm khắc cho tất cả những trường hợp bất tuân) và rằng các gia đình phải được phân chia thành những hộ nhỏ hơn. Trong khi có lý do để nghi ngờ rằng Tư Mã Thiên đã tuyên bố rằng Hoàng đế đầu tiên trên thực tế đã chia các gia đình thành những nhóm mười nhà, chắc chắn những ví dụ khác về tiêu chuẩn hoá và tổ chức hành chính do Hoàng đế đầu tiên đưa ra có ảnh hưởng quan trọng từ tư tưởng Pháp gia trong luật pháp nhà Tần. Dựa vào việc phát triển các nguồn lợi quốc gia, pháp luật nhà Tần là một công cụ vừa để kiểm soát dân chúng vừa để ngăn ngừa tội phạm.

### Pháp gia và Quyền cá nhân
Các triết gia pháp gia nhấn mạnh tính vượt trội của nhà nước so với quyền cá nhân. Cá nhân cô độc không có các quyền cá nhân hợp pháp và bất kỳ quyền tự do cá nhân nào cũng phải bị hạn chế để tăng cường sức mạnh của vị vua cai trị. Đặc biệt, Hàn Phi Tử, rất nghiêm khắc đối với những khái niệm về quyền cá nhân. Từ một quan điểm nền tảng, phái pháp gia coi những người bình dân và những hành động của họ là có hại và ngu ngốc. Vì thế, theo truyền thuyết đời xưa, con người vốn ít và rải rác nên nói chung là có sự dư dật, pháp gia cho rằng thời của họ quá đông dân và thiếu hụt hàng hoá. Vì thế, theo Thương Ưởng, chính người dân muốn nhà cai trị phải phát hành ra luật lệ. Ổn định xã hội ở đất nước pháp gia có nghĩa rằng người dân không bao giờ thoát khỏi sự trừng phạt. Ví dụ, Nhà Tần đã sử dụng người dân để giám sát lẫn nhau vì nếu một nhà xảy ra chuyện gì thì tất cả các nhà kia đều bị liên quan. Chính sách thực dụng này cuối cùng cũng làm những người pháp gia cắn xé lẫn nhau. Thương Ưởng, khi ủng hộ quyền nhà nước trừng phạt cả thế tử, thì cuối cùng khi thế tử lên ngôi là Huệ công nhà Tần (r. 338-311 BC) đã quay lại chống đối ông. Ông từng có quyền trục xuất những kẻ đối nghịch (và vì thế, ngăn chặn các chỉ trích cá nhân) ra những vùng biên giới, cuối cùng ông nhận hình phạt "Ngũ mã phanh thây". Tương tự như thế, Hàn Phi Tử cũng bị đồng môn cũ là Lý Tư ép phải uống thuốc độc, nhưng đến lượt mình Lý Tư cũng bị giết (theo luật mà ông đã đặt ra) bởi Tần Nhị Thế, người mà ông đã đưa lên ngôi.

### Suy tàn
Trong những Triều đại về sau, Pháp gia bị mất uy tín và không còn là một trường phái tư tưởng độc lập nữa. Tuy nhiên, những nhà quan sát chính trị Trung Quốc cả thời trước và hiện nay đều cho rằng một số tư tưởng pháp gia đã trộn lẫn vào xu thế của Khổng giáo và vẫn giữ một vai trò trong chính quyền. Thời Thục Hán, thừa tướng nổi tiếng Gia Cát Lượng có chỉnh lý các thiên Thân Bất Hại, Hàn Phi Tử, Quản Tử cho vua Hán Hoài Đế học. 
Gần đây hơn, Mao Trạch Đông, người có một số kiến thức về chính trị cổ Trung Quốc, đã so sánh mình với Tần Thủy Hoàng và công nhiên ủng hộ một số phương pháp của pháp gia. Tuy nhiên, từ thập kỷ 1990 khái niệm có liên quan về pháp trị đã trở nên khá phổ biến.

### Những nhân vật quan trọng
- Hàn Phi và Lý Tư, hai học trò theo trường phái Pháp gia của nhà Nho Tuân Tử
- Thương Ưởng là nhà chính trị gia, pháp gia nổi tiếng, giữ chức đại lương tạo của nước tần. Một đại biểu xuất sắc của tư tưởng Pháp gia. Những cải cách của ông đã làm cho nước Tần từ thời Tần Hiếu Công trở nên lớn mạnh, mở đường cho việc thống nhất Trung Quốc của Tần Thủy Hoàng sau này.

### Các triết lý liên quan
- Khổng giáo
- Chế độ nhân tài
- Mặc học
- Chủ nghĩa Platon
- Chủ nghĩa hiện thực (Triết lý chính trị)

### Các triết lý đối nghịch
- Đạo giáo
- Chủ nghĩa khắc kỷ

## Pháp gia Triều Tiên
Lịch sử Pháp gia tại Triều Tiên có từ Gyeonggukdaejeon, một cuốn sách luật được biên soạn vào thời nhà Triều Tiên. Có một sự nhận thức pha trộn về pháp gia bên trong xã hội Hàn Quốc, khi mà chế độ quân sự hậu chiến tranh thế giới thứ hai đã sử dụng tư tưởng của pháp gia làm công cụ cai trị của mình. Những tư tưởng đó liên quan tới pháp gia Trung Quốc, nhưng thường có thể phân biệt vì người Hàn Quốc không thích việc sử dụng pháp gia của Trung Quốc để nhằm chính thống hoá tư tưởng đế quốc Hán triều.